# 柳叶山梗菜
柳叶山梗菜（学名：Lobelia iteophylla）为桔梗科半边莲属下的一个种。

## 扩展阅读
- 維基物種上的相關：柳叶山梗菜